# Mimagyrta abdominalis
Mimagyrta abdominalis là một loài bướm đêm thuộc phân họ Arctiinae, họ Erebidae.